# Radionavegação
Radionavegação ou navegação por rádio é a aplicação de radiofrequências para determinar a posição de um objeto na Terra, seja a embarcação ou uma obstrução.
O primeiro sistema de radionavegação foi o Radio Direction Finder, ou RDF. Ao sintonizar uma estação de rádio e depois usar uma antena direcional, pode-se determinar a direção da antena de transmissão. Uma segunda medição usando outra estação foi então feita. Usando a triangulação, as duas direções podem ser traçadas em um mapa onde sua intersecção revela a localização do navegador.